# Hallaryd
Hallaryd is een plaats in de gemeente Älmhult in het landschap Småland en de provincie Kronobergs län in Zweden. De plaats heeft 155 inwoners (2005) en een oppervlakte van 43 hectare. Hallaryd wordt omringd door bos en moerasachtig gebied. De plaats Älmhult ligt zo'n twintig kilometer ten noordoosten van het dorp.
Älmhult · Diö · Liatorp · Eneryda · Delary · Häradsbäck · Hallaryd · Göteryd